# Marzenna Dudzińska
Marzenna Róża Dudzińska (ur. 1959) – polska profesor nauk technicznych, prorektorka Politechniki Lubelskiej (2016–2020).

## Życiorys

### Wykształcenie
Marzenna Dudzińska pochodzi z Lublina. Przewodniczyła sekcji studenckiej Polskiego Towarzystwa Chemicznego (PTCh). Jej praca magisterska napisana na Uniwersytecie Marii Curie-Skłodowskiej została wyróżniona przez PTCh. W latach 1989–1990 prowadziła badania na University of Houston jako stypendystka Fulbrighta. Odbyła staż naukowy w Spectroscopy and Spectrochemie Institute w Dortmundzie, National Expert on the Detachement Dyrekcji Generalnej ds. Badań i Rozwoju Naukowego Komisji Europejskiej w Brukseli oraz szkolenie w WHO. W 1992 obroniła z wyróżnieniem na Wydziale Chemii UMCS doktorat Studia nad usuwaniem skompleksowanych jonów ołowiu i kadmu z roztworów wodnych metodami jonowymiennymi (promotor – Lucjan Pawłowski). Został on następnie nagrodzony przez Ministra Nauki. W 2004 habilitowała się w dziedzinie nauk technicznych w dyscyplinie inżynieria środowiska na Wydziale Inżynierii Środowiska Politechniki Warszawskiej na podstawie rozprawy Występowanie i przemiany polichlorowanych dibenzo-p-dioksyn i dibenzofuranów w układach: osady ściekowe – gleba. W 2014 uzyskała tytuł naukowy profesora nauk technicznych. 

### Praca naukowa
Od 1988 jest związana zawodowo Politechniką Lubelską, pracuje na Wydziale Inżynierii Budowlanej i Sanitarnej, w Katedrze Technologii Wody i Ścieków (od 1994 Katedra Inżynierii i Ochrony Środowiska, a od 1999 Instytut Inżynierii Ochrony Środowiska). Od 2004 jako profesor nadzwyczajna. Była współtwórczynią i prodziekan ds. nauki (2004–2008) Wydziału Inżynierii Środowiska PL. Od 2006 kieruje Zakładem Inżynierii Środowiska Wewnętrznego (od 2016 Katedra Jakości Powietrza Wewnętrznego i Zewnętrznego). Była zastępczynią dyrektora Instytutu Inżynierii Ochrony Środowiska (2010–2016). 
Jej zainteresowania naukowe obejmują przede wszystkim zagadnienia przemian i przemieszczania zanieczyszczeń niebiodegradowalnych w środowisku człowieka, w ściekach i osadach ściekowych oraz w procesach utylizacji odpadów, w powietrzu wewnętrznym. Autorka lub współautorka 179 artykułów naukowych i rozdziałów w monografiach, trzech książek, a także redaktorka lub współredaktorka 21 monografii, z czego dziewięć opublikowano w wydawnictwach międzynarodowych, autorka 2 patentów. Brała udział w sześciu projektach badawczych; kierowała pięcioma. Wypromowała czworo doktorów.

### Członkostwo w organizacjach
Członkini Polskiego Towarzystwa Chemicznego (od 1978), Komitetu Inżynierii Środowiska PAN (od 2003), Lubelskiego Towarzystwa Naukowego (od 2006), International Society of Indoor Air Quality and Climate (ISIAQ, od 2011), Akademii Inżynierskiej w Polsce (od 2014) oraz European Academy of Science and Art (od 2015). Przewodnicząca Kolegium Prorektorów ds. Nauki i Rozwoju publicznych szkół technicznych w kadencji 2016–2020 oraz ISIAQ w kadencji 2018–2020

## Odznaczenia i wyróżnienia
- Złoty Krzyż Zasługi „za zasługi w działalności na rzecz rozwoju nauki” (2016)[2]
- Medal Komisji Edukacji Narodowej (2006)
- Srebrny Krzyż Zasługi „za zasługi w pracy zawodowej na rzecz rozwoju szkolnictwa wyższego” (2002)[3]
- Nagrody Rektora PL
- Nagroda specjalna Sekretarza Naukowego PAN im. Wojciecha Świętosławskiego (okres studencki)